# 張純の乱
張純の乱（ちょうじゅんのらん）は、後漢末期の187年から189年にかけて発生した、張純を中心とした反乱である。

## 概要
184年に起こった黄巾の乱で後漢王朝の中央政権の無力化が表面化し、その影響は中国東北部の幽州にも及んだ。ここには後漢の元中山太守の張純や烏桓大人の丘力居らがいた。丘力居は黄巾の乱以後、次第に後漢からの独立を模索していた。そこで「弥天安定王」と称した張純と手を組んで挙兵し、鳥桓・張純連合軍は青州・徐州・幽州・冀州などを荒らしまわった。この反乱軍には中央政権に不満を抱く漢民族も加わり、総勢は10万近くに及んだとされる。
朝廷はこの反乱に対し中郎将の孟益を派遣、孟益は公孫瓚を率いて平定に向かい、公孫瓚は張純を石門合戦で破って大勝を得たが、平定には至らなかった。そのため、朝廷は皇族の劉虞を幽州牧に任命して平定に当たらせた。劉虞は丘力居に懐柔策を用いて張純との離間を図った。もともと劉虞は徳厚い信望者であったため、丘力居は劉虞に帰順する。張純は逃亡して鮮卑族のもとに逃げたが、189年3月に食客の王政によって殺害され、乱は平定された。

## 影響
正史において、この反乱平定の際に公孫瓚は功績を劉虞に奪われることを恐れて、劉虞と鳥桓の交渉を妨害したとされている（この行為が、正史で陳寿に州郡を治める立場にありながら、かえって平民にも劣る者どもであり、論評に値しないと酷評される一因となる）。この反乱のときから、公孫瓚と劉虞の対立が始まり、それが後に大きな動乱を招く一因となったのである。